# Kleine rouwvlieg
De kleine rouwvlieg (Bibio lanigerus) is een muggensoort uit de familie van de zwarte vliegen (Bibionidae). De wetenschappelijke naam van de soort is voor het eerst geldig gepubliceerd in 1818 door Meigen.